# Brevipalpus bakeri
Brevipalpus bakeri är en spindeldjursart som beskrevs av Cromroy 1958. Brevipalpus bakeri ingår i släktet Brevipalpus och familjen Tenuipalpidae. Inga underarter finns listade.